# Jakob Ingebrigtsen
Jakob Ingebrigtsen (Sandnes, 19 de setembro de 2000) é um atleta norueguês, campeão olímpico dos 1500 metros e dos 5000 metros e bicampeão mundial dos 5000 metros.
Nos Jogos Olímpicos de Verão de 2020, conquistou a medalha de ouro na prova de 1500 metros masculinos com o tempo de 3:28.32, estabelecendo novo recorde olímpico. Ingebrigtsen também ganhou duas medalhas de ouro no Campeonato Europeu de 2018.  No Campeonato Mundial de Atletismo de 2022, realizado em Eugene, Estados Unidos, foi campeão mundial nos 5000 m e medalha de prata nos 1500 m.
 Em junho de 2023, nos Bislett Games em Oslo, no país natal, estabeleceu novo recorde europeu para a distância em 3:27.95. Foi medalha de prata nos 1500 m e ouro nos 5 000 m em Budapeste 2023, tornando-se bicampeão mundial desta prova.
Em setembro estabeleceu novo recorde mundial para a prova não-olímpica de 2000 metros no Memorial van Damme, etapa belga da Diamond League; sua marca de 4:43.13 quebrou o antigo recorde do marroquino Hicham El Guerrouj que vigorava desde 1999. No mesmo mês venceu a milha na última etapa da Diamond League, o Prefontaine Classic em Eugene, com a terceira melhor marca da história para a distância – 3:43.73; o recorde desta prova também pertence a Hicham El Guerrouj.
Em Paris 2024 conseguiu apenas o quarto lugar na prova dos 1500 metros, depois de um esperado duelo entre ele, o campeão olímpico em Tóquio 2020, e Josh Kerr, o britânico campeão mundial em Budapeste 2023, que ficou com a medalha de prata. A medalha de ouro e o bicampeonato olímpico vieram nos 5000 m, prova do qual ele é bicampeão mundial, que ele venceu em 13:13.
Três semanas após os Jogos, ele quebrou o recorde mundial dos 3000 metros, marcando 7:17.55 para a distância, quebrando um recorde que durava desde 1996 para esta prova não-olímpica, em etapa da Diamond League disputada na Silésia.

## Melhores marcas pessoais
| Tipo          | Evento                     | Tempo    | Local                  | Data                    | Recorde          | Notas                              |
| ------------- | -------------------------- | -------- | ---------------------- | ----------------------- | ---------------- | ---------------------------------- |
| Ar livre      | 800 metros                 | 1:46.44  | Oslo, Noruega          | 30 de junho de 2020     |                  |                                    |
| Ar livre      | 1500 metros                | 3:26.73  | Fontvieille, Mônaco    | 12 de julho de 2024     | Recorde europeu  |                                    |
| Ar livre      | Milha                      | 3:43.73  | Eugene, Estados Unidos | 16 de setembro de 2023  | Recorde europeu  |                                    |
| Ar livre      | 2000 metros                | 4:43.13  | Bruxelas, Bélgica      | 8 de setembro de 2023   | Recorde mundial  |                                    |
| Ar livre      | 3000 metros                | 7:17.55  | Chorzów, Polônia       | 25 de agosto de 2024    | Recorde mundial  |                                    |
| Ar livre      | Duas milhas                | 7:54.10  | Paris, França          | 9 de junho de 2023      | WB               |                                    |
| Ar livre      | 5000 metros                | 12:48.45 | Florença, Itália       | 10 de junho de 2021     |                  | 20.º homem mais rápido da história |
| Ar livre      | 3000 metros com obstáculos | 8:26.81  | Kortrijk, Bélgica      | 8 de julho de 2017      | NU18B NU20R      |                                    |
| Pista fechada | 800 metros                 | 1:52.01  | Bærum, Noruega         | 4 de fevereiro de 2018  |                  |                                    |
| Pista fechada | 1500 metros                | 3:30.60  | Liévin, França         | 17 de fevereiro de 2022 | Recorde mundial  |                                    |
| Pista fechada | 3000 metros                | 7:40.32  | Istanbul, Turquia      | 5 de março de 2023      | Recorde nacional |                                    |
| Estrada       | 10 quilômetros             | 27:54    | Hole, Noruega          | 19 de outubro de 2019   | EJR              |                                    |